# Luigi Lladó Teixidor
Luigi Lladó Teixidor (Viladasens, 12 maggio 1912 – Barbastro, 15 agosto 1936) è stato un religioso spagnolo, martirizzato a Barbastro durante la Guerra civile spagnola e venerato come beato dalla Chiesa cattolica.

## Biografia
Luigi Lladó Teixidor nacque a Viladasens, un piccolo borgo della provincia di Gerona, in Catalogna. I genitori erano contadini ed ebbero cinque figli, dei quali tre morirono in tenera età. Non ancora tredicenne incontrò il padre Bover, un clarettiano che predicò nel suo paese, e lo fece entrare nel prepostulantato di Cervera. In seguito studiò a ad Alagon e ancora a Cervera. Emise la professione il 15 agosto 1936 e si trasferì a Solsona.
Mentre nel postulantato non mostrava particolari attitudini, quando intraprese gli studi superiori il rendimento scolastico migliorò significativamente fino ad essere considerato uno dei migliori studenti. Aveva la passione della conoscenza, amava discutere anche fuori dagli orari scolatici con i professori, soprattutto di materie scientifiche delle quali era praticamente autodidatta. Prendeva con serietà le correzioni e i consigli dei superiori. Come tutti i suoi fratelli era consapevole dei pericoli che la situazione politica del paese stava prospettando, in una lettera alla madre del febbraio 1936 scriveva:
Ai primi di luglio 1936 venne trasferito a Barbastro per ricevere l'istruzione premilitare al termine della quale era prevista l'ordinazione sacerdotale
Il 20 luglio 1936 il seminario venne assaltato e perquisito dalle milizie anarchiche per cercare armi e munizioni. Insieme alla maggior parte dei confratelli Luigi venne arrestato e rinchiuso nel salone degli atti accademici della scuola degli Scolopi, che divenne la loro prigione improvvisata.
Firmò la lettera di offerta alla Congregazione con queste parole:
(Luigi Lladó Teixidor, Firma sulla lettera di offerta alla Congregazione)

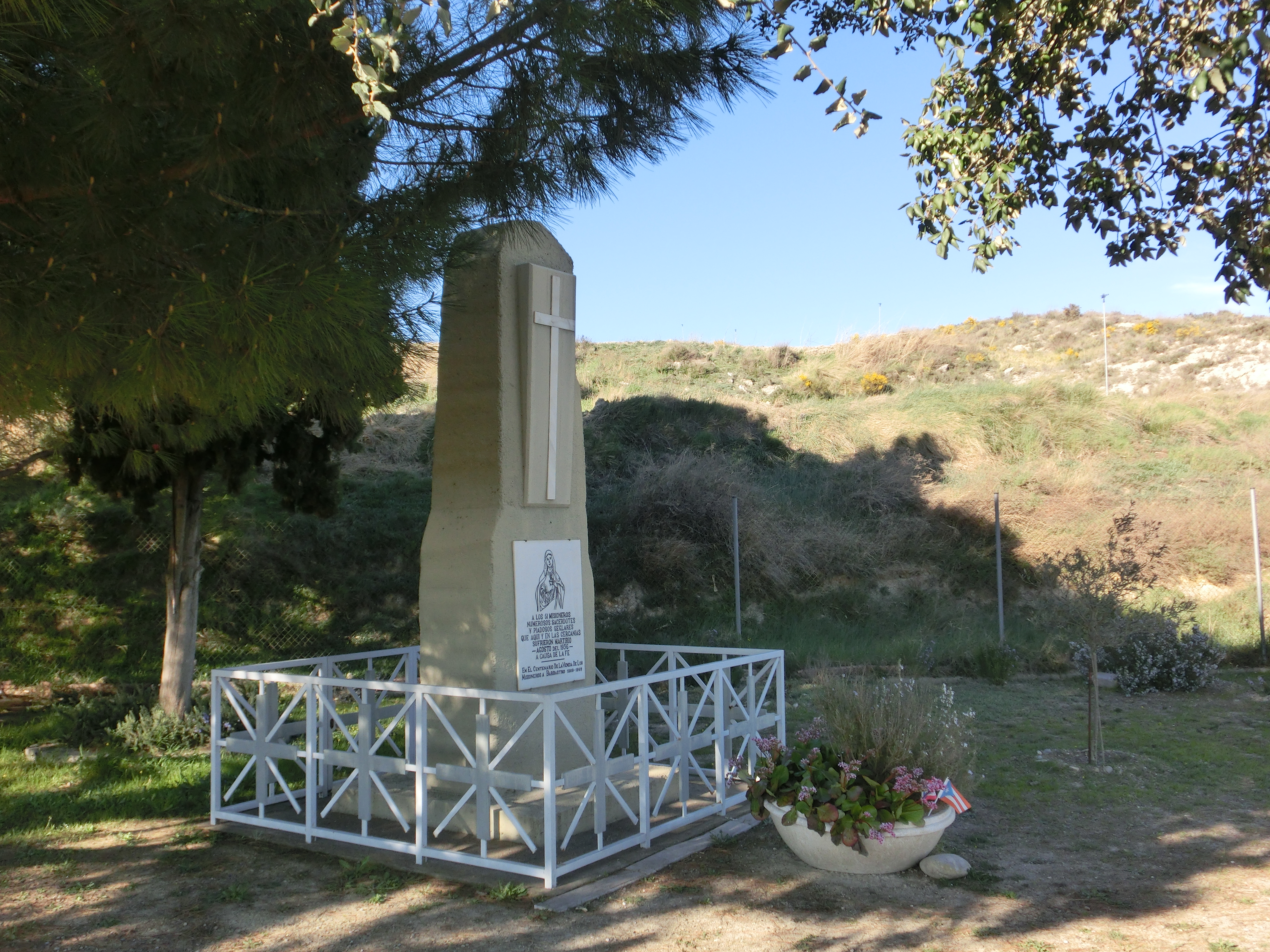
Monumento funebre nel luogo della fucilazione

Insieme a 19 suoi confratelli Luigi Lladó Teixidor è stato fucilato nelle prime ore del 15 agosto sul ciglio di una strada fuori città, fece parte del quarto gruppo di claretiani di Barbastro che subirono il martirio. I loro corpi sono stati gettati in una fossa comune.
Nel 2013 è uscito un film sulla vicenda intitolato Un Dio vietato per la regia di Pablo Moreno.

## Culto

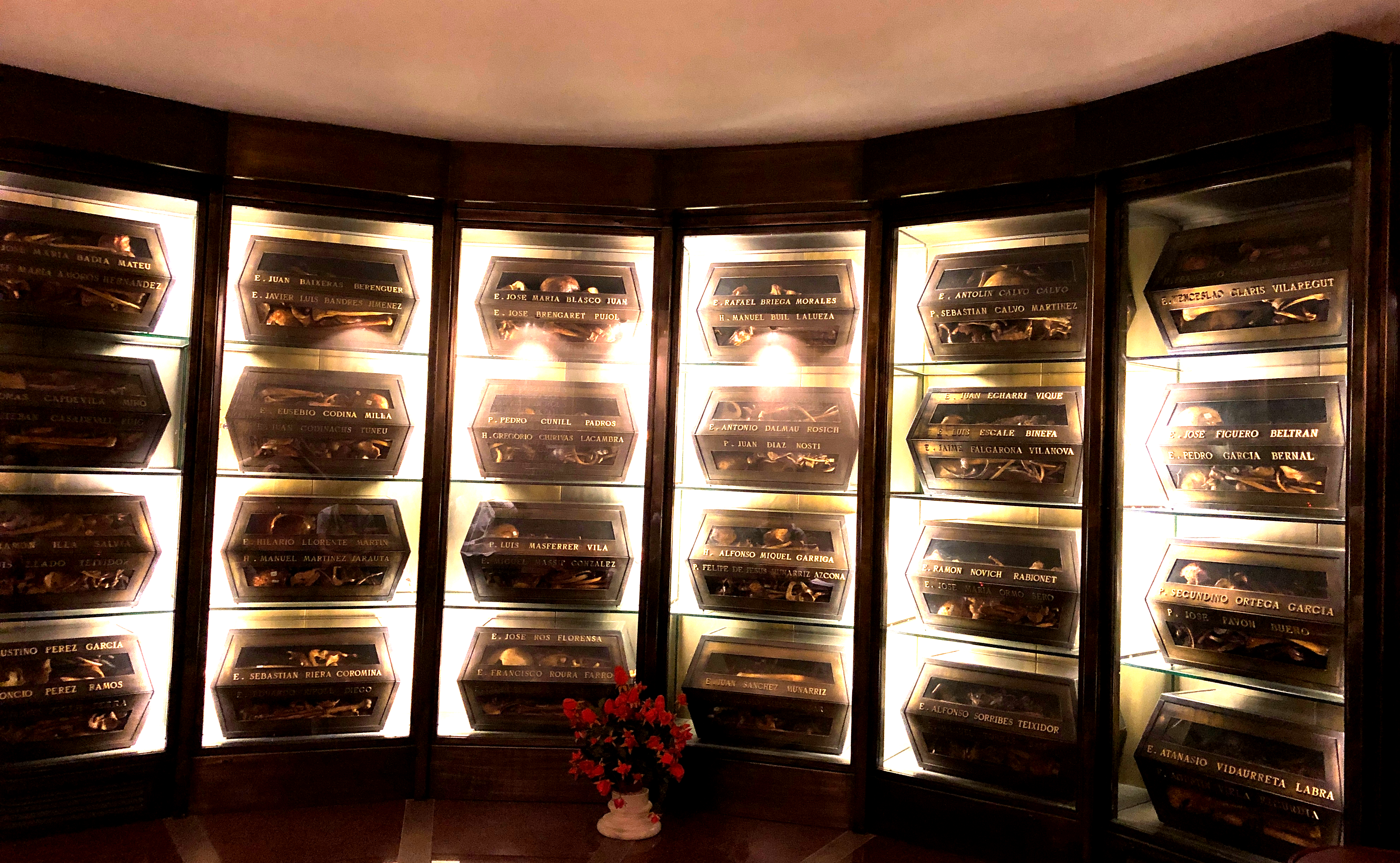
Cripta ubicata sotto all'altare della chiesa annessa al museo dei martiri Claretiani di Barbastro

Dopo la guerra i resti dei martiri furono riesumati dalle fosse comuni e, grazie alle medagliette metalliche cucite dalla lavanderia del seminario sulle loro tonache, è stato possibile risalire ai nomi delle singole persone. I resti sono composti in teche e si possono oggi venerare nella cripta della chiesa annessa al museo.
Il 20 maggio 1947 nella diocesi di Barbastro si aprì il processo informativo circa il martirio che si chiuse il 23 settembre 1949. L’8 febbraio 1961 fu promulgato il Decreto sugli scritti. La dichiarazione di validità del processo, con Decreto del 9 febbraio 1990, portò alla trasmissione della “Positio super martyrio” alla Congregazione delle Cause dei Santi nello stesso anno.
A seguito della riunione della commissione teologica che si tenne il 4 febbraio 1992 e di quella dei cardinali e vescovi della Congregazione si arrivò, il 7 marzo 1992, alla promulgazione del Decreto sul martirio. La beatificazione avvenne a Roma, ad opera di Giovanni Paolo II, il 25 ottobre 1992. 
La Chiesa cattolica lo ricorda il 15 agosto.